# Поликлиники Москвы
Поликлиники Москвы — многопрофильные или специализированные лечебно-профилактические учреждения города Москвы для оказания амбулаторной медицинской помощи больным на приёме и на дому.
В Москве во всех административных округах действуют государственные городские, частные, ведомственные поликлиники (при МЭИ, МАИ, МГТУ, МГУ, Министерстве внутренних дел, Академии наук РФ и др.). Поликлиники разделяются на специализированные (стоматологические), взрослые, детские.
В 2015 году в Москве работает 5 поликлиник восстановительного лечения, 224 — городских, 154 — детских, 61 — стоматологических государственных.

## История

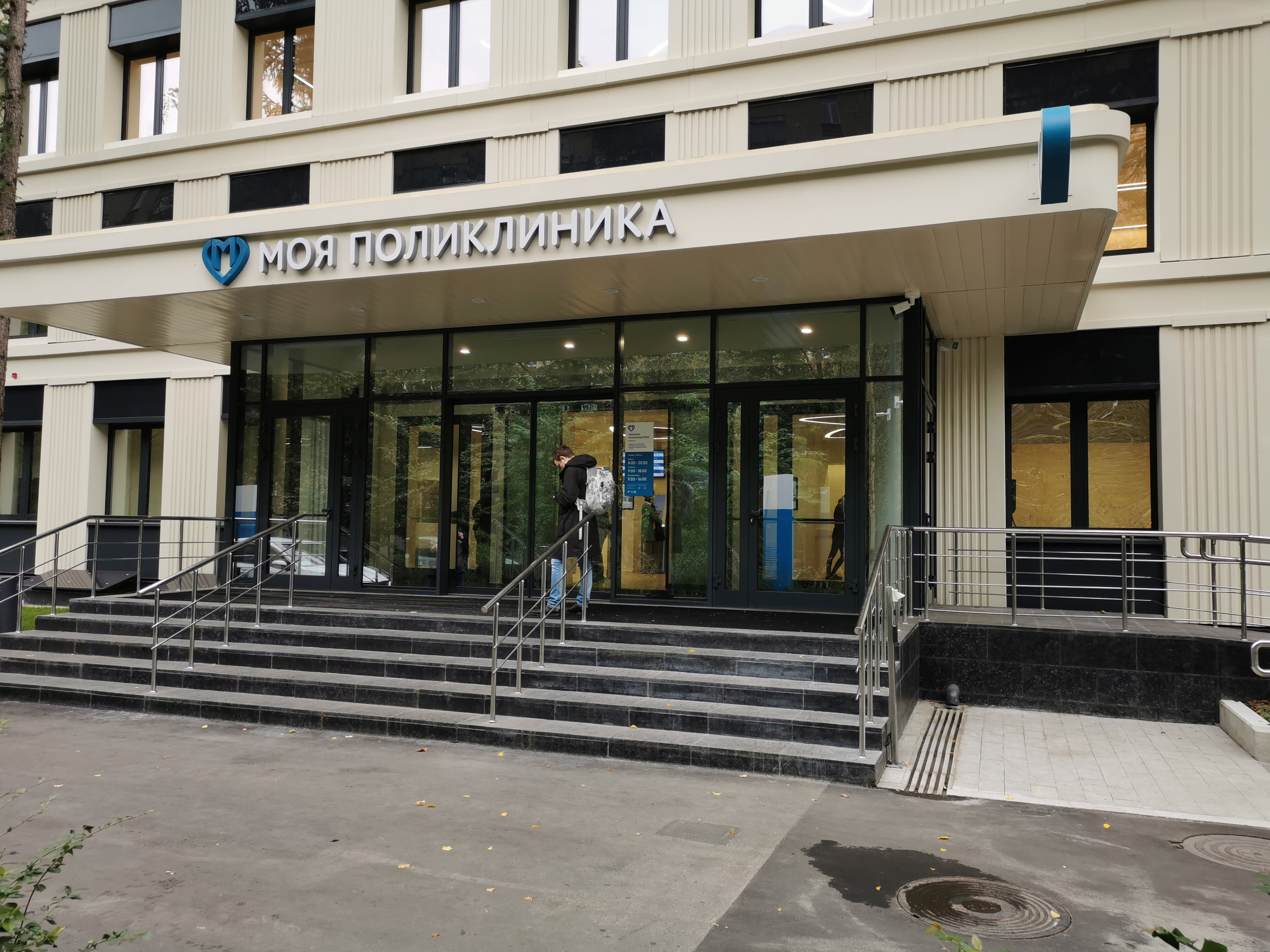
Поликлиника №68 филиал 2 (улица Плющиха) после капитального ремонта

В XIX веке поликлинические учреждения лечили бедных людей на дому. В них работали студенты медицинских учебных заведений под наблюдением преподавателей.
С 1896 при МГУ для обучения студентов-медиков работала Общеклиническая амбулатория. Поликлиническую помощь оказывали в амбулаториях московских больниц. в 1920-х годах в Москве работали пункты первой помощи на дому и пункты неотложной помощи. В эти же годы приказом наркома здравоохранения Н. А. Семашко в Москве открыли хозрасчетные поликлиники, оказывающие медицинскую помощь на платной основе. В них работали в основном квалифицированные медицинские работники — кандидаты и доктора медицинских наук.
Работа поликлиник по участковому принципу началась с 1929 года в едином диспансере для оказания поликлинической помощи. Этот принцип широко распространился в городе с 1935 года, когда во всех районах Москвы были созданы диспансеры. Поликлиники создавались при промышленных предприятиях. В 1932 году их было 579. С 1939 года амбулаторно-поликлинические учреждения с врачами от 14 человек по минимум 7 направлениям стали называться городскими поликлиниками.
С 1947 года поликлиники объединили с московскими больницами, но 1960 года поликлиники вновь стали самостоятельными лечебными учреждениями. В 1990-х годах их было 208 — для взрослых, 135 — детских, 61 — стоматологическая для всех слоев населения.
Первые детские поликлиники Москвы работали при детских больницах города — Софийской, Владимирской, Морозовской. В 1907 году была открыта детская консультация при родильном доме имени А. А. Абрикосовой, в 1913 году — первая консультация по уходу и вскармливанию детей при лечебнице для грудных детей. К 1921 году в Москве работала уже 21 детская консультация, а к 1932 году — 45 консультаций.
Отдельные детские поликлиники в Москве заработали с 1939 года, в 1995 году их было — 135, детских стоматологических поликлиник — 25.
В настоящее время в Московских поликлиниках установлено современное компьютерное и диагностическое оборудование, запись на прием можно осуществить через интернет, создана система патронажных выездных бригад, обслуживающая больных на дому.
С 1990-х гг. в Москве работает множество частных специализированных поликлиник (стоматологических, пульмонологических, ортопедии и травматологии, лазерной медицины и др.).
К 2023 году во всех московских поликлиниках завершится капитальный ремонт. Поликлиники будут соответствовать международным стандартам Архивная копия от 26 ноября 2019 на Wayback Machine.